# تسیراک
تسیراک (به مجاری:  Cirák) روستایی در مجارستان است که در دیور-موشون-شوپرون واقع شده‌است.

## خصوصیات
تسیراک ۱۱٫۷۸ کیلومترمربع مساحت و ۶۴۷ نفر جمعیت دارد.